# 放送大学叢書
放送大学叢書（ほうそうだいがくそうしょ）は、放送大学のテキストをもとに左右社が発行する叢書レーベル。2009年創刊。2024年までに62点を刊行。

## 刊行物の一部
- 秋田喜代美『学びの心理学』
- 西部邁『西部邁の経済思想入門』
- 佐藤学『教育の方法』
- 渡邉二郎『増補　自己を見つめる』
- 長谷川眞理子『動物の生存戦略』